# Atletica leggera ai XVII Giochi paralimpici estivi - Getto del peso F12 maschile
Ai XVII Giochi paralimpici estivi la competizione del getto del peso maschile F12 si è svolta il giorno 31 agosto 2024 presso lo Stade de France di Parigi.

## Situazione pre-gara

### Record
Prima di questa competizione, il record del mondo, il record paralimpico e i record continentali erano i seguenti.
| Record              | Prestazione | Atleta                                 | Data e luogo                        | Competizione                         |
| ------------------- | ----------- | -------------------------------------- | ----------------------------------- | ------------------------------------ |
| Record mondiale     | 17,04 m     | Kim López González Spagna              | 28 agosto 2021 Tokyo, Giappone      | XVI Giochi paralimpici estivi        |
| Record paralimpico  | 17,04 m     | Kim López González Spagna              | 28 agosto 2021 Tokyo, Giappone      | XVI Giochi paralimpici estivi        |
| Record africano     | 12,98 m     | Hermanus Blom Sudafrica                | 22 luglio 2017 Londra, Regno Unito  | Campionati mondiali paralimpici 2017 |
| Record panamericano | 16,35 m     | Caio Vinicius da Silva Pereira Brasile | 25 maggio 2019 Tempe, Stati Uniti   |                                      |
| Record asiatico     | 16,62 m     | Sun Haitao Cina                        | 21 settembre 2004 Atene, Grecia     | XII Giochi paralimpici estivi        |
| Record europeo      | 17,04 m     | Kim López González Spagna              | 28 agosto 2021 Tokyo, Giappone      | XVI Giochi paralimpici estivi        |
| Record oceaniano    | 15,57 m     | Russell Short Australia                | 9 settembre 2006 Assen, Paesi Bassi | Campionati mondiali paralimpici      |

### Campioni in carica
I campioni in carica a livello mondiale erano i seguenti.
| Campione    | Atleta                    | Prestazione | Data e luogo                   | Competizione                         |
| ----------- | ------------------------- | ----------- | ------------------------------ | ------------------------------------ |
| Paralimpico | Kim López González Spagna | 17,04 m     | 28 agosto 2021 Tokyo, Giappone | XVI Giochi paralimpici estivi        |
| Mondiale    | Kim López González Spagna | 15,22 m     | 18 maggio 2024 Kōbe, Giappone  | Campionati mondiali paralimpici 2024 |

### La stagione
Prima di questa gara, gli atleti con le migliori tre prestazioni mondiali dell'anno erano:
| Pos. | Atleta                    | Prestazione | Data e luogo                       |
| ---- | ------------------------- | ----------- | ---------------------------------- |
| 1    | Kim López González Spagna | 15,22 m     | 18 maggio 2024 Kōbe, Giappone      |
| 2    | Hermanus Blom Sudafrica   | 15,15 m     | 15 giugno 2024 Pretoria, Sudafrica |
| 3    | Emils Dzilna Lettonia     | 15,00 m     | 18 maggio 2024 Kōbe, Giappone      |